# Người ngoài hành tinh Fresno
Người ngoài hành tinh Fresno, còn gọi là Kẻ bò lê ban đêm Fresno, là những thực thể có ý định nào đó được các nhân chứng nhìn thấy ở thành phố Fresno tại quận Fresno, California, Mỹ, và sau đó ở Vườn quốc gia Yosemite của California.

## Lịch sử
Trong khi chính xác ngày tháng đoạn phim đầu tiên được biết đến dùng để mô tả thực thể Fresno này vẫn còn mơ hồ, The Odyssey Online đưa tin rằng cảnh quay có từ hồi thập niên 1990. Đoạn phim này được cho là do một chủ nhà vô danh ở miền nam Fresno, California đã lắp đặt camera giám sát để thu thập bằng chứng về những con chó lân cận xâm nhập vào sân vườn của mình. Đoạn video, được lấy từ một trong những camera an ninh của cá nhân, cho thấy hai thực thể có đôi chân dài nhợt nhạt đang đi qua bãi cỏ.
Vào năm 2011, khi các quan chức an ninh của Vườn quốc gia Yosemite được cho là đã xác định một nhóm những kẻ phá phách đã gây thiệt hại và cướp đoạt tài sản cá nhân, một cặp hình người hai chân xuất hiện tương tự như những cảnh trong đoạn phim Fresno gốc được chụp trên camera an ninh trong vườn quốc gia. Những sinh vật theo như báo cáo đã được công nhận bởi ít nhất một bộ tộc người Mỹ bản địa tại địa phương, và một số cột gỗ của dân da đỏ Mỹ từng được ghi nhận là mang một sự tương đồng đáng kể với người ngoài hành tinh Fresno.

## Ảnh hưởng văn hóa
Đoạn phim quay cảnh giám sát Fresno nguyên gốc được giới thiệu trong tập thứ hai của mùa đầu tiên của loạt phim truyền hình điều tra hiện tượng siêu nhiên Fact or Faked: Paranormal Files, được phát sóng lần đầu vào năm 2010.
Năm 2018, người ngoài hành tinh Fresno bao gồm là một vinyl figure trong hộp đồ chơi dòng Cryptkins của hãng Cryptozoic Entertainment.